# أراضي الجبل الأسود المحتلة من قبل ألمانيا
كانت أراضي الجبل الأسود المحتلة من قبل ألمانيا منطقة تابعة لمحافظة الجبل الأسود الإيطالية التي احتلتها قوات ألمانيا النازية في سبتمبر 1943، بعد هدنة كاسيبيلي؛ حيث استسلمت مملكة إيطاليا وانضمت إلى الحلفاء. انسحبت القوات الإيطالية من المحافظة ومن ألبانيا المجاورة. احتلت القوات الألمانية الجبل الأسود، إلى جانب ألبانيا، وظلت الأراضي تحت الاحتلال الألماني حتى تم إخلاء قوات المحور في ديسمبر 1944.
خلال فترة الاحتلال، كانت المنطقة تدار وفيلهلم كيبر كممثل عام للبلاد. كان في البداية تابعًا لـ«القائد العسكري لألبانيا والجبل الأسود» ثيودور جيب حتى ربيع عام 1944. بعد هذا الوقت، كانت قيادة منطقة Keipers Montenegrin مستقلة وتم وضعها مباشرة تحت القائد العام في جنوب شرق أوروبا ألكسندر لوهر. أصبح ليوبومير فوكسانوفيتش رئيسًا للمجلس الإداري الوطني الذي تم إنشاؤه في أكتوبر 1943، وتم تعيينه رسميًا في نوفمبر من نفس العام.
حارب الألمان والمتعاونون المحليون معهم في الجبل الأسود ضد أنصار يوغوسلافيا. وبعد انسحاب الألمان من الجبل الأسود وإجلائهم نحو النمسا، حاول الزعيم الفاشي سيكولا درليفيتش إنشاء حكومة في المنفى في دولة كرواتيا المستقلة، التي كانت شبه محمية ألمانية. كما أنشأ درليفيتش جيش الجبل الأسود الوطني، وهي قوة عسكرية أنشأها هو والزعيم الكرواتي الفاشي أنتي بافليتش. ومع ذلك، تم حل حكومته في المنفى، المعروفة باسم «مجلس دولة الجبل الأسود»، بعد سقوط حكومة دولة كرواتيا المستقلة.
تم الاستيلاء على الجبل الأسود في وقت لاحق من قبل أنصار يوسيب تيتو اليوغوسلافي، وأصبحت جزءً من يوغوسلافيا الاتحادية الديمقراطية.